# Placido Maria Tadini

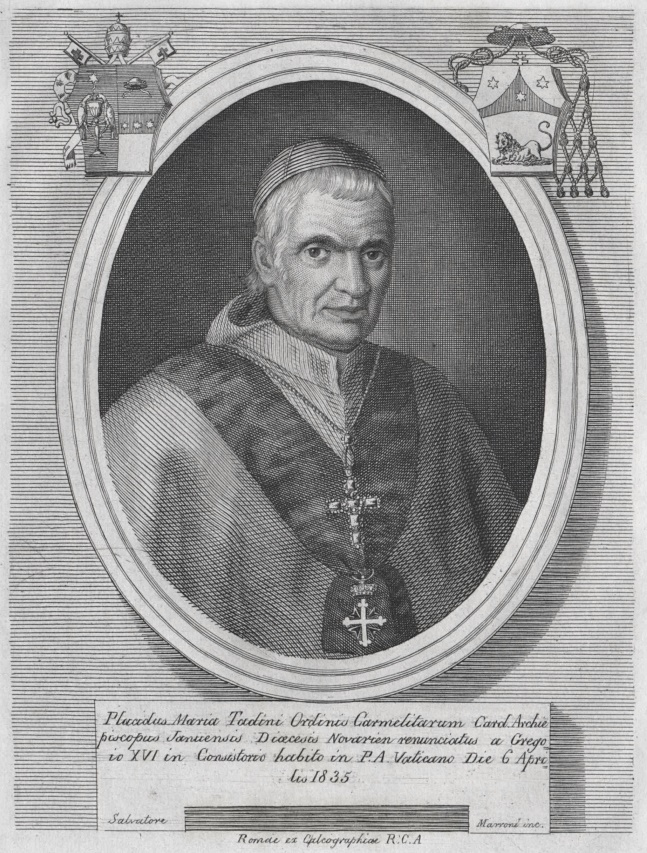
Placido Maria Kardinal Tadini OCD (Stich von Salvatore Maronni, 1840)

Kardinalswappen

Placido Maria Tadini OCD (ursprünglich Luigi Placido Tadini; * 11. Oktober 1759 in Moncalvo; † 22. November 1847 in Genua) war ein italienischer Kardinal der Römischen Kirche und Erzbischof von Genua.

## Leben
Als Jugendlicher trat Tardini in den Orden der unbeschuhten Karmeliten ein. Nachdem er am 12. November 1780 zum Subdiakon geweiht worden war, schloss er ein Studium der Theologie mit dem Magistergrad ab. Die Priesterweihe empfing er am 21. September 1782 in Rom, danach war er als Lektor für Moraltheologie, als Consultor der Indexkongregation sowie als Prüfer des stadtrömischen Klerus für die Eignung zur akademischen Lehre tätig. Ferner war er Vizegeneral seines Ordens.
Am 13. August 1829 wurde Tadini zum Bischof von Biella ernannt. Die Bischofsweihe spendete ihm am 18. Oktober 1829 Kardinal Francesco Bertazzoli, Mitkonsekratoren waren die Kurienerzbischöfe Luigi Bottiglia Savoulx und Giovanni Soglia Ceroni. Am 20. Oktober 1829 ernannte Pius VIII. ihn zum Päpstlichen Thronassistenten. 1831 wurde er zum Apostolischen Administrator von Genua ernannt, vom 2. Juli 1832  bis zu seinem Tod 1847 war er Erzbischof von Genua. Papst Gregor XVI. kreierte Tadini im Konsistorium vom 6. April 1835 zum Kardinal und ernannte ihn am 24. Juli des Jahres zum Kardinalpriester der Titelkirche Santa Maria in Traspontina. Tadini nahm am Konklave von 1846 nicht teil.
Gemäß einem erhaltenen Stich zählte der Kardinal zu den Inhabern des Ritterordens der hl. Mauritius und Lazarus.

## Werke
- Orazione. Genua 1837.